# Євдокимова Тетяна Іванівна
Тетя́на Іва́нівна Євдоки́мова (рос. Татьяна Ивановна Евдокимова; * 23 листопада 1942, Карсакпай, Карагандинської області, РРФСР) — російська актриса. Заслужена артистка РСФСР (1977).

## Біографічні відомості
Тетяна Іванівна Євдокимова народилася 23 листопада 1942 року  в селищі Карсакпай, Карагандинської області, РРФСР. Батько — актор, мати — помічник режисера.
У Кам'янці-Подільському закінчила середню школу № 9, 1961 року — культурно-освітнє училище (нині Кам'янець-Подільський коледж культури і мистецтв).
На сцені з 1961 року. Працювала в Хмельницькому музично-драматичному театрі, в театрах Кубані (Армавір Краснодарського краю), Північної Осетії (Орджонікідзе, нині Владикавказ), Прибалтики (Лієпая в Латвії), з 1969 року — в Калузькому драматичному театрі імені Луначарського. 1979 року з цим театром перебувала на гастролях у Кам'янці-Подільському.
З 1980 року працює у Владимирському обласному театрі драми.
Чоловік — актор Григорій Шевченко.

## Ролі
Найцікавіші ролі Тетяна Євдокимова створила в спектаклях:
- Олександра Островського «Ліс» (Гурмижська), «Василиса Мелентьєва» (Василиса), «Без вини винні» (Кручиніна),
- Едуарде де Філіппе «Філумена Мартурано» (Філумена),
- Олексія Толстого «Смута» (Волохова) та ін.